# Bushwalla
Billy "Bushwalla" Galewood (Cleveland, Ohio) is een Amerikaans zanger, songtekstschrijver en rapper.

## Biografie
Tijdens zijn studie in New York leerde hij Jason Mraz kennen. Beiden stopten vroegtijdig met hun studie en besloten samen naar Virginia te gaan. Later verhuisden beide naar San Diego, Californië. Daar richtte Bushwalla met 10 vrienden de 1-2-3 Band op. Jason Mraz is een onofficieel lid van de band en staat regelmatig met de 1-2-3 Band op het podium.

## Samenwerkingen
Jason Mraz is op Bushwalla's laatste cd Autodidactical Freestyle and Radical in twee nummers te horen. Daarnaast werkte Jasons band ook mee aan deze cd.
Billy schreef onder andere mee aan het nummer Curbside Prophet van Mraz' debuutalbum Waiting For My Rocket To Come. Daarnaast werkte hij mee aan Jasons tweede album Mr. A-Z en is hij te horen in het nummer Details in the Fabric van Jasons derde cd We Sing, We Dance, We Steal Things.

## Optredens
Op 9 juli 2007 stond Bushwalla in het voorprogramma van Jason Mraz in Paradiso. Een jaar later, op 9 juli 2008, stond Bushwalla wederom in het voorprogramma van Jason Mraz, ditmaal in de Melkweg. Naast deze twee optredens gaf Bushwalla in de maanden oktober en november van 2008 huiskamerconcerten in Nederland, eenmaal in Amsterdam en eenmaal in Utrecht. In oktober 2009 was hij wederom in Nederland voor een huiskamerconcert in Utrecht.

## Discografie
- One A.M.
- Sessions
- GhettoBlaster EP
- Autodidactical Freestyle and Radical
- Old Street EP